# Pimus eldorado
Pimus eldorado är en spindelart som beskrevs av Robin Ernest Leech 1972. Pimus eldorado ingår i släktet Pimus och familjen mörkerspindlar. Inga underarter finns listade i Catalogue of Life.